# Stormvogels in het seizoen 1960/61
Het seizoen 1960/1961 was het zevende jaar in het bestaan van de IJmuidense betaaldvoetbalclub Stormvogels. De club kwam uit in de Eerste divisie A en eindigde daarin op de 14e plaats. Tevens deed de club mee aan het toernooi om de KNVB beker, hierin werd het team in de groepsfase uitgeschakeld.

## Wedstrijdstatistieken

### Eerste divisie A
|       | AGOVV | BVV   | D.F.C. | EDO   | Enschedese Boys | Fortuna | Helmondia '55 | Hermes DVS | HVC   | KFC   | Leeuwarden | Limburgia | RBC   | Veendam | Vitesse | Volendam | De Volewijckers |
| ----- | ----- | ----- | ------ | ----- | --------------- | ------- | ------------- | ---------- | ----- | ----- | ---------- | --------- | ----- | ------- | ------- | -------- | --------------- |
| Thuis | 2 – 4 | 0 – 0 | 3 – 0  | 2 – 0 | 1 – 2           | 2 – 1   | 3 – 2         | 0 – 1      | 3 – 0 | 0 – 0 | 2 – 3      | 3 – 3     | 5 – 4 | 0 – 2   | 0 – 1   | 1 – 4    | 1 – 1           |
| Uit   | 2 – 2 | 2 – 3 | 4 – 0  | 1 – 4 | 5 – 0           | 2 – 0   | 0 – 2         | 2 – 0      | 6 – 0 | 1 – 3 | 2 – 3      | 3 – 2     | 2 – 3 | 3 – 1   | 5 – 1   | 2 – 1    | 3 – 2           |

### KNVB beker
| Groepsfase                                        | Stormvogels                                                   | 4 – 1 (2 – 1) | VSV                              |
| 14 augustus 1960 Plaats: Velsen Schoonenberg      | Ko Bakker 5' Siem de Graaf 40' Henk Snoeks 60', –'            |               | 43' Cor van der Hijden           |
| Groepsfase                                        | ZFC                                                           | 1 – 1 (0 – 1) | Stormvogels                      |
| 17 augustus 1960 Plaats: Zaandam Westzanerdijk    | Cor Smit 84'                                                  |               | 20' Simon Vessies                |
| Groepsfase                                        | Stormvogels                                                   | 2 – 2 (0 – 0) | Alkmaar '54                      |
| 2 oktober 1960 Plaats: Velsen Schoonenberg        | Ko Bakker 67', 75'                                            |               | 76' Siem Tijm 78' Johan Engelsma |
| Groepsfase                                        | KFC                                                           | 6 – 0 (0 – 0) | Stormvogels                      |
| 12 april 1961 Plaats: Koog aan de Zaan Breestraat | Henk van Vlierden 46', –' Eddy Blok 47', –', 90' Wim Boer 53' |               |                                  |

## Statistieken Stormvogels 1960/1961

### Eindstand Stormvogels in de Nederlandse Eerste divisie A 1960 / 1961
| Stand | Gespeeld | Gewonnen | Gelijk | Verloren | Punten | Doelpunten voor | Doelpunten tegen |
| ----- | -------- | -------- | ------ | -------- | ------ | --------------- | ---------------- |
| 14e   | 34       | 12       | 5      | 17       | 29     | 55              | 73               |

### Topscorers
| #      | Naam                | Goal |
| ------ | ------------------- | ---- |
| 1.     | Wim van der Waal    | 13   |
| 2.     | Leen van der Lugt   | 8    |
| 3.     | Ko Bakker           | 6    |
| 3.     | Jan Snoeks          | 6    |
| 5.     | Siem de Graaf       | 5    |
| 6.     | Hans van Doorneveld | 4    |
| 6.     | Simon Vessies       | 4    |
| 8.     | Theo Walraven       | 3    |
| 9.     | Toon de Boer        | 2    |
| 9.     | Jaap Visser         | 2    |
| 11.    | Ben Freriks         | 1    |
| 11.    | Bert van Wooning    | 1    |
| Totaal | Totaal              | 55   |

| #      | Naam          | Goal |
| ------ | ------------- | ---- |
| 1.     | Ko Bakker     | 3    |
| 2.     | Henk Snoeks   | 2    |
| 3.     | Siem de Graaf | 1    |
| 3.     | Simon Vessies | 1    |
| Totaal | Totaal        | 7    |